# Paratrochosina
Paratrochosina là một chi nhện trong họ Lycosidae.